# Betriebskrankenkasse MEM Meuselwitz
Die Betriebskrankenkasse MEM Meuselwitz (kurz BKK MEM; auch BKK der Maschinenfabrik und Eisengießerei Meuselwitz) war eine deutsche Betriebskrankenkasse mit Sitz in Meuselwitz. Eine Mitgliedschaft war für alle gesetzlich Versicherten aus Thüringen möglich.

## Geschichte
Die BKK wurde am 1. Januar 1991 im Unternehmen Maschinenfabrik und Eisengießerei Meuselwitz GmbH (MEM) errichtet. Seit der Abspaltung der Maschinenfabrik Herkules Meuselwitz GmbH und Gründung der Meuselwitz Guß Eisengießerei GmbH im Jahr 1992, erstreckte sich der Bereich der BKK auf diese beiden Betriebe.
Zum 1. Januar 2018 wurde sie in die Metzinger Betriebskrankenkasse integriert. Der Standort Meuselwitz soll weitergeführt werden.

## Beitragssätze
Seit 1. Januar 2009 wurden die Beitragssätze vom Gesetzgeber einheitlich vorgegeben. Nach der gesetzlichen Beitragssenkung ab dem 1. Januar 2015, erhob sie ab diesem Datum einen einkommensabhängigen Zusatzbeitrag in Höhe von 0,3 % des zugrundeliegenden Einkommens. Ab dem 1. Januar 2017 erhob sie einen Zusatzbeitrag in Höhe von 0,6 %.